# Paige Bueckers
Artykuł ten został zgłoszony do umieszczenia na stronie głównej w rubryce „Czy wiesz”.
Pomóż nam go sprawdzić: oceń zgłoszoną nominację.
Paige Madison Bueckers (ur. 20 października 2001 w Edinie) – amerykańska koszykarka występująca na pozycji rozgrywającej, zawodniczka drużyny Dallas Wings w lidze WNBA. W latach 2020–2025 reprezentowała barwy uczelni University of Connecticut (UConn Huskies), gdzie zasłynęła jako jedna z najlepszych zawodniczek akademickich swojego pokolenia. Laureatka m.in. nagród Naismith College Player of the Year, Wooden Award oraz AP Player of the Year (2021). Wybrana z numerem 1 w drafcie WNBA 2025.

## College
Paige Bueckers rozpoczęła swoją karierę w college'u w sezonie 2020/21 jako zawodniczka University of Connecticut (UConn) i od samego początku zyskała reputację jednej z najbardziej utalentowanych koszykarek w kraju. Już jako pierwszoroczna studentka zdobywała średnio niemal 20 punktów na mecz, a do tego notowała ponad 5 asyst i 4 zbiórki. Jej wpływ na drużynę był ogromny – prowadziła Huskies do Final Four NCAA, a indywidualnie została uhonorowana niemal wszystkimi najważniejszymi nagrodami dla najlepszej zawodniczki w kraju: otrzymała m.in. nagrody Naismith Trophy, AP Player of the Year, Wooden Award. Jej debiutancki sezon był jednym z najlepszych w historii kobiecej koszykówki akademickiej.
W grudniu 2021 doznała poważnej kontuzji kolana, przez co opuściła większość sezonu, rozgrywając jedynie 11 spotkań. Wróciła na boisko pod koniec lutego i choć nie była jeszcze w pełni formy, odegrała kluczową rolę w turnieju NCAA, szczególnie w meczu Elite Eight przeciwko NC State, kiedy zdobyła 27 punktów i pomogła UConn awansować do kolejnego Final Four.
Kolejny sezon, 2022/23, Bueckers całkowicie straciła z powodu zerwania więzadeł krzyżowych w lewym kolanie, do którego doszło podczas letnich przygotowań. Choć nie pojawiła się na parkiecie, była aktywna jako wsparcie dla drużyny z ławki rezerwowych, często określana przez media i trenerów jako "Coach P".
Powrót do gry nastąpił w sezonie 2023/24 i był spektakularny. Bueckers notowała średnio ponad 21 punktów, 5 zbiórek i blisko 4 asysty na mecz. Jej skuteczność z gry sięgała ponad 53%, a zza łuku ponad 41%. Dzięki jej formie UConn ponownie doszło do Final Four, a ona sama znalazła się w każdej liczącej się drużynie All-American. Sezon zakończyła z uznaniem mediów i środowiska za powrót w wielkim stylu po tak trudnej kontuzji.
Ostatni sezon w college’u – 2024/25 – był dla Bueckers ukoronowaniem całej kariery akademickiej. Prowadziła drużynę do perfekcyjnego sezonu w konferencji Big East (bilans 18–0), wygrania turnieju konferencyjnego, a ostatecznie także do zdobycia 12. mistrzostwa NCAA w historii UConn. W finale rozgrywek przeciwko niepokonanej wcześniej South Carolina zdobyła 17 punktów i pokazała dojrzałość oraz pełną kontrolę gry. Jej średnie w tym sezonie to blisko 20 punktów, ponad 4 asysty i 4 zbiórki na mecz. Została ponownie wybrana do pierwszej drużyny All-American, zdobyła m.in. Wade Trophy, Nancy Lieberman Award (po raz drugi w karierze) i Honda Sport Award dla najlepszej zawodniczki w koszykówce akademickiej.
Łącznie, w ciągu swojej kariery w UConn, rozegrała 106 meczów, zdobywając 2439 punktów – co daje jej trzecie miejsce w historii programu. Jest najszybszą zawodniczką w dziejach UConn, która przekroczyła próg 2000 punktów (w zaledwie 102 meczach). Jej średnia punktowa na przestrzeni całej kariery wyniosła 19,8 punktu na mecz, co również jest jedną z najwyższych w historii uczelni. Bueckers zapisała się w historii NCAA nie tylko jako wybitna zawodniczka, ale też jako symbol odporności psychicznej, powrotu po kontuzjach i liderka z wyjątkowym charakterem.

## WNBA
Paige Bueckers została wybrana z numerem 1 w drafcie WNBA 2025 przez Dallas Wings. Debiutowała 16 maja 2025 roku w meczu przeciwko Minnesota Lynx, zdobywając 10 punktów. Już pięć dni później zaliczyła swoje pierwsze double‑double na parkietach WNBA – 12 punktów i 10 asyst, ponownie w starciu z Lynx. 27 maja w meczu z Connecticut Sun, rozegranym niedaleko kampusu UConn, zdobyła 21 punktów i 7 asyst, prowadząc Wings do pierwszego zwycięstwa w sezonie.
11 czerwca, zaledwie kilka dni po powrocie do gry po protokole wstrząśnienia mózgu, zdobyła 35 punktów (13/19 z gry, 5/7 za trzy), ustanawiając swój dotychczasowy rekord kariery. Już w czerwcu została wybrana Rookie of the Month, notując średnie na poziomie 21,6 punktu, 5 asyst, 4,1 zbiórki, 1,7 przechwytu i 0,9 bloku.
Pod względem rekordów ligowych Bueckers szybko zaczęła zapisywać się w historii – została pierwszą debiutantką w dziejach WNBA, która w pierwszych 21 meczach kariery zdobywała zawsze minimum 10 punktów, a w 11 z nich notowała co najmniej 20 punktów, 5 asyst i 0 strat. 30 czerwca została wybrana do Meczu Gwiazd WNBA jako starterka.